# 王场镇 (宜宾市)
王场镇是中华人民共和国四川省宜宾市翠屏区曾经下辖的一个镇。
2018年6月19日，国务院批复同意四川省调整宜宾市部分行政区划，将原宜宾县的王场镇划归翠屏区管辖。
2019年8月，撤销明威镇、王场镇和邱场镇，设立金秋湖镇，以原明威镇、原王场镇和原邱场镇所属行政区域为金秋湖镇的行政区域。

## 行政区划
王场镇撤销前下辖以下村级行政区划单位：
王场社区、仙源村、茶元村、革新村、凤凰村、胜平村、胜和村、河滩村、大塘社区村、花阳社区村和相尧村。